# توم غور
توم غور (بالإنجليزية: Tom Gurr)‏ هو صحفي أسترالي، ولد في 1904، وتوفي في 1995.

## وصلات خارجية
- توم غور على موقع IMDb (الإنجليزية)